# Paljabarda
Palabardhë en albanais et Paljabarda en serbe latin (en serbe cyrillique : Паљабарда) est une localité du Kosovo située dans la commune/municipalité de Gjakovë/Đakovica, district de Gjakovë/Đakovica (Kosovo) ou de Pejë/Peć (Serbie). Selon le recensement kosovar de 2011, elle compte 253 habitants.

## Démographie

### Évolution historique de la population dans la localité
| 1948 | 1953 | 1961 | 1971 | 1981 | 1991 | 2011 |
| ---- | ---- | ---- | ---- | ---- | ---- | ---- |
| 142  | 158  | 205  | 303  | 389  | 435  | 253  |

|  |

### Répartition de la population par nationalités (2011)
En 2011, les Albanais représentaient 98,42 % de la population.